# Nový Les
Nový Les (německy Neuwald) je bývalá obec, katastrální území a malá vesnice, dnes jedno z katastrálních území obce Slezské Rudoltice v okrese Bruntál, na jihu Osoblažska.

## Geografie
Vesnice leží v jihovýchodní části Zlatohorské vrchoviny a z historických důvodů má dnes velice roztroušenou zástavbu.

## Historický přehled
V oboře pro zvěř na zalesněném kopci v nejjižnější části katastru Nového Lesa se nacházejí terénní pozůstatky velkého slovanského hradiska Víno, které roku 1935 objevil W. Titze, laborant opavského muzea. Podle nálezů byla lokalita osídlena od 7. do 9. století, přičemž samotné hradisko existovalo od 8. do 9. století. Nový Les založili Fulštejnové a první zmínka o vsi pochází z roku 1571. Před Druhou světovou válkou se jednalo o obec obklopenou udržovanými zahradami a sady. Až do konce druhé světové války se jednalo o čistě sudetoněmeckou obec, v níž při sčítání lidu z 1. prosince 1930 žilo 202 obyvatel římskokatolického vyznání. Součástí Slezských Rudoltic se dříve samostatná obec Nový Les stala 22. srpna 1951. Obyvatelé Nového Lesa se proti tomuto sloučení neúspěšně odvolali. Později byla většina domů zbořena, takže zde z původních 51 domů v současnosti existuje pouze šest obytných domů s čísly popisnými 18, 108, 109, 110, 111, 112 a 124. Jako část obce byl Nový Les zrušen k 1. lednu 1971. Od té doby je jako základní sídelní jednotka součástí slezskorudoltické části Slezské Rudoltice.

## Galerie

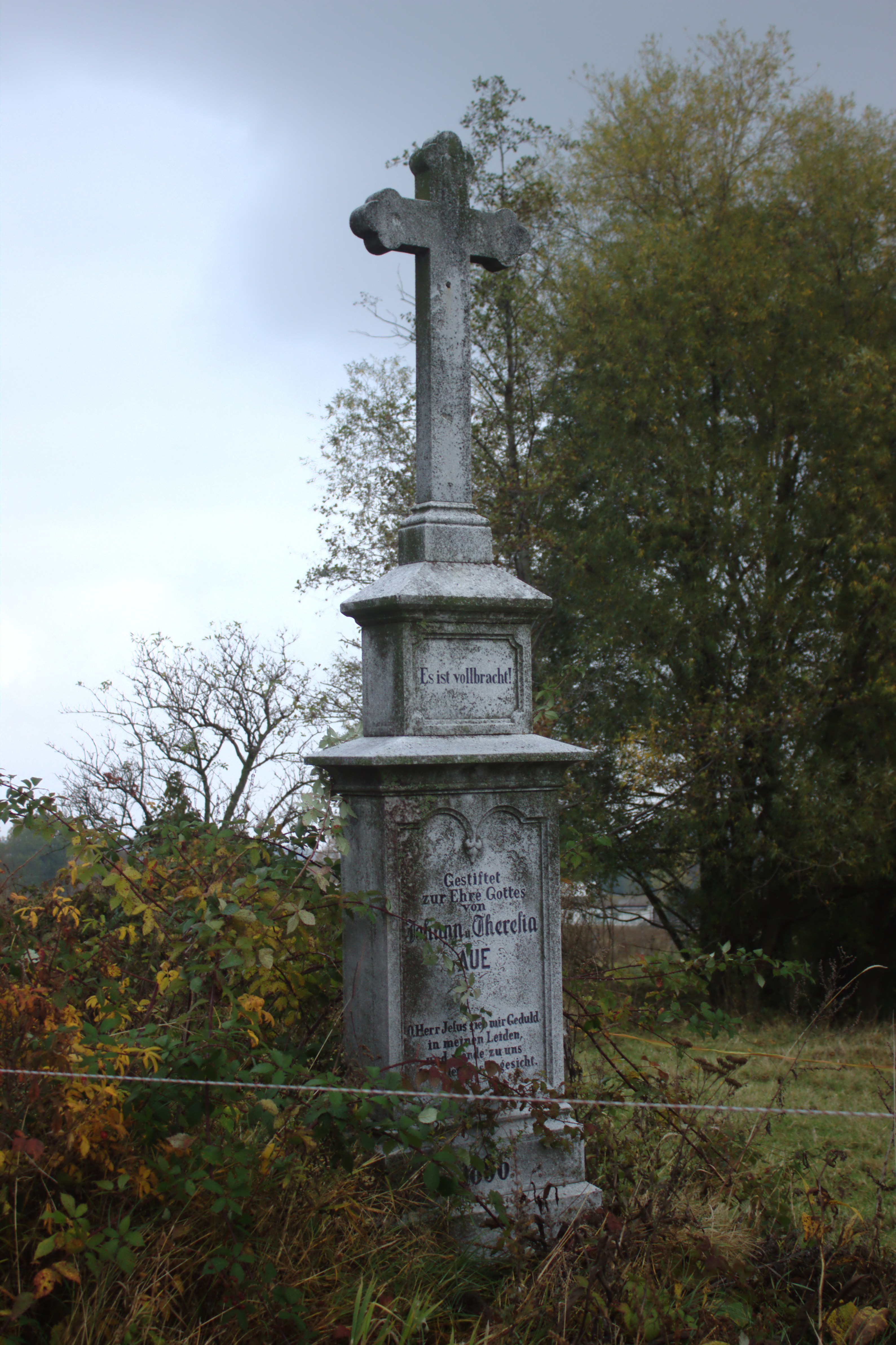
Kříž
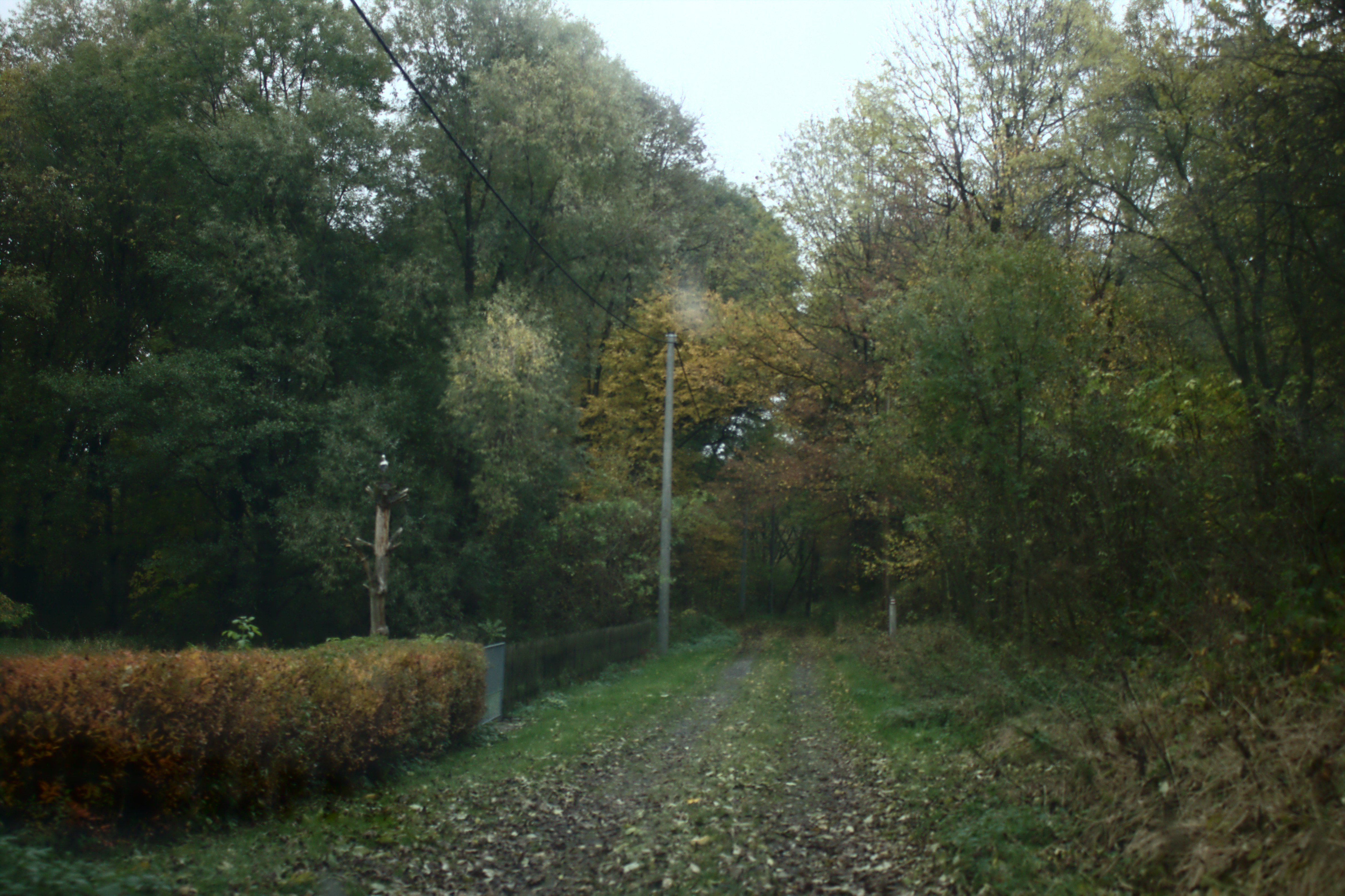
Cesta